# 현성초등학교
현성초등학교는 대한민국 강원특별자치도 양양군에 있는 공립 초등학교이다.

## 학교 연혁
- 1934년 10월 1일 현북공립보통학교 부설 현성간이학교 개교
- 1937년 4월 1일 현성공립보통학교로 승격 인가 개교
- 1966년 3월 1일 면옥치분교장 설립
- 1973년 3월 1일 법수치분교장 설립
- 1986년 9월 1일 병설유치원 개원
- 1997년 2월 28일 면옥치분교장 폐교
- 2007년 3월 1일 법수치분교장 폐교
- 2013년 3월 1일 제34대 유재원 교장 부임
- 2014년 2월 14일 재68회 졸업식(졸업생 누계 1,252명)

## 참고 자료
- 현성초등학교 - 한국교육학술정보원 학교알리미